# Lac Capitwan
Lac Capitwan är en sjö i Kanada.   Den ligger i regionen Mauricie och provinsen Québec, i den sydöstra delen av landet, 280 km nordost om huvudstaden Ottawa. Lac Capitwan ligger 483 meter över havet. Arean är 0,24 kvadratkilometer. Den sträcker sig 0,6 kilometer i nord-sydlig riktning, och 1,0 kilometer i öst-västlig riktning.
I omgivningarna runt Lac Capitwan växer i huvudsak blandskog. Trakten runt Lac Capitwan är nära nog obefolkad, med mindre än två invånare per kvadratkilometer.